# Завадка (Самбірський район)
Зава́дка — село в Україні, у Самбірському районі Львівської області. Населення становить 187 осіб (2001 р.).
Орган місцевого самоврядування — Старосамбірська міська рада.

## Населення

### Мова
Розподіл населення за рідною мовою за даними перепису 2001 року:
| Мова       | Кількість | Відсоток |
| ---------- | --------- | -------- |
| українська | 186       | 99.47%   |
| російська  | 1         | 0.53%    |
| Усього     | 187       | 100%     |

## Географія
Поблизу села протікає річка Дністер.